# Louie Louie
Louie Louie is een Amerikaans Rock-'n-roll nummer dat in 1955 geschreven is door Richard Berry. Het is in 1957 door Flip Records uitgebracht. 
Richard Berry nam het nummer samen op met The Pharaohs.
Het nummer is in eerste instantie verschenen als B-kant van de single "You Are My Sunshine".
Richard Berry heeft zich laten inspireren door drie andere tracks: El Loco Cha Cha door Rene Touzet (1956), One For My Baby And One For The Road door Johnny Mercer (1951) en Havana Moon door Chuck Berry (1955).
Louie Louie is een van de meest gecoverde nummers.  In het boek "Louie Louie" van Dave Marsh uit 1993 - ISBN 1-56282-865-7 -  staan meer dan 1000 versies genoteerd. De bekendste versie is die van The Kingsmen uit 1963.